# Liste der Monuments historiques in Ostheim
Die Liste der Monuments historiques in Ostheim führt die Monuments historiques in der französischen Gemeinde Ostheim auf.

## Liste der Bauwerke
| Bezeichnung        | Beschreibung                                                                                       | Standort                  | Kennzeichnung | Schutzstatus | Datum | Bild           |
| ------------------ | -------------------------------------------------------------------------------------------------- | ------------------------- | ------------- | ------------ | ----- | -------------- |
| Monument aux Morts | Giebelwand der Poststation von 1747, 1944/45 zerstört, zum Denkmal für die Kriegsopfer umgestaltet | Place des Cigognes (Lage) | PA00085579    | Inscrit      | 1988  | weitere Bilder |